# 양산군 (1988년 선거구)
양산군은 대한민국의 옛 국회의원 선거구이다. 당시 경상남도 양산군 지역을 관할했다.

## 역사
대한민국 제13대 국회의원 선거를 앞두고 김해시·김해군·양산군 선거구에서 분리되면서 신설되었다.
1995년 3월 1일을 기해 경상남도 양산군 기장읍·장안읍·철마면·일광면·정관면이 부산광역시에 편입되면서 기장군이 설치되었다. 이에 대한민국 제15대 국회의원 선거를 앞두고 해당 지역이 신설되는 해운대구·기장군 을 선거구로 편입되었다. 또한 1996년 3월 1일을 기해 양산군 전 지역이 양산시로 승격되었다. 이에 대한민국 제15대 국회의원 선거를 앞두고 양산군 선거구가 양산시 선거구로 개편되었다.

## 역대 국회의원
| 선거   | 정당 | 정당       | 의원   |
| ------ | ---- | ---------- | ------ |
| 1988년 |      | 통일민주당 | 김동주 |
| 1992년 |      | 민주자유당 | 나오연 |

## 역대 선거 결과

### 대한민국 제13대 국회의원 선거
|  | 51.28% |

|  | 48.71% |

### 대한민국 제14대 국회의원 선거
|  | 59.23% |

|  | 37.13% |

|  | 1.97% |

|  | 1.66% |